# Liste des députés du Gard
 (mai 2025).

## VeRépublique

### XVIIelégislature(depuis 2024)
| Circonscription     | Député                   | Parti | Parti | Suppléant              |
| ------------------- | ------------------------ | ----- | ----- | ---------------------- |
| 1re circonscription | Yoann Gillet             |       | RN    | Jean-Pierre Fuster     |
| 2e circonscription  | Nicolas Meizonnet        |       | RN    | Caroline Devaux        |
| 3e circonscription  | Pascale Bordes           |       | RN    | Catherine Dellong-Meng |
| 4e circonscription  | Pierre Meurin            |       | RN    | Aurélie Delwarte       |
| 5e circonscription  | Alexandre Allegret-Pilot |       | UDR   | Nina Rafati            |
| 6e circonscription  | Sylvie Josserand         |       | RN    | Laurence Gardet        |

### XVIelégislature(2022-2024)
| Circonscription     | Député            | Parti | Parti | Suppléant              | Autre mandat                                     |
| ------------------- | ----------------- | ----- | ----- | ---------------------- | ------------------------------------------------ |
| 1re circonscription | Yoann Gillet      |       | RN    | Julien Sanchez         | Conseiller régional d'Occitanie                  |
| 2e circonscription  | Nicolas Meizonnet |       | RN    | Caroline Devaux        | Conseiller municipal de Vauvert                  |
| 3e circonscription  | Pascale Bordes    |       | RN    | Catherine Dellong-Meng | Conseillère municipale de Bagnols-sur-Cèze       |
| 4e circonscription  | Pierre Meurin     |       | RN    | Brigitte Roullaud      |                                                  |
| 5e circonscription  | Michel Sala       |       | LFI   | Irène Lebeau           | Conseiller municipal de Saint-Félix-de-Pallières |
| 6e circonscription  | Philippe Berta    |       | MoDem | Aurélien Colson        |                                                  |

### XVelégislature(2017–2022)
| Circonscription     | Député                | Parti | Parti          | Suppléant             | Autre mandat                                                                     |
| ------------------- | --------------------- | ----- | -------------- | --------------------- | -------------------------------------------------------------------------------- |
| 1re circonscription | Françoise Dumas       |       | LREM           | Lionel Depetri        | Conseillère municipale de Nîmes                                                  |
| 2e circonscription  | Gilbert Collard       |       | RN             | Nicolas Meizonnet     | Conseiller municipal de Saint-Gilles, élu député européen en 2019                |
| 2e circonscription  | Nicolas Meizonnet     |       | RN             | vacant                | Conseiller départemental du canton de Vauvert et conseiller municipal de Vauvert |
| 3e circonscription  | Anthony Cellier       |       | LREM           | Élodie Martinez       | Conseiller municipal de Bagnols-sur-Cèze                                         |
| 4e circonscription  | Annie Chapelier       |       | LREM SE (2020) | Gérard Unternaehrer   |                                                                                  |
| 5e circonscription  | Olivier Gaillard      |       | LREM SE (2020) | Catherine Daufès-Roux | Vice-président du Conseil départemental du Gard, élu maire de Sauve en 2020      |
| 5e circonscription  | Catherine Daufès-Roux |       | LREM           | vacant                |                                                                                  |
| 6e circonscription  | Philippe Berta        |       | MoDem          | Gilles Gadille        |                                                                                  |

### XIVelégislature(2012-2017)
| Circonscription     | Député            | Parti                     | Suppléant          |
| ------------------- | ----------------- | ------------------------- | ------------------ |
| 1re circonscription | Françoise Dumas   | PS                        | Juan Martinez      |
| 2e circonscription  | Gilbert Collard   | app. FN                   | Évelyne Ruty       |
| 3e circonscription  | Patrice Prat      | PS                        | Catherine Eysseric |
| 4e circonscription  | Fabrice Verdier   | PS                        | Nathalie Bouvet    |
| 5e circonscription  | William Dumas     | PS                        | Nelly Frontanau    |
| 6e circonscription  | Christophe Cavard | EÉLV DVÉ (2015) PÉ (2016) | Sandra Solinski    |

### XIIIelégislature(Législature 2007-2012)
| Circonscription     | Député            | Parti | Suppléant                   |
| ------------------- | ----------------- | ----- | --------------------------- |
| 1re circonscription | Yvan Lachaud      | NC    | Hélène Alliez-Yannicopoulos |
| 2e circonscription  | Étienne Mourrut   | UMP   | Bénédicte Lapierre          |
| 3e circonscription  | Jean-Marc Roubaud | UMP   | René Cret                   |
| 4e circonscription  | Max Roustan       | UMP   | Bertrand Drouot             |
| 5e circonscription  | William Dumas     | PS    | Nelly Frontanau             |

### XIIelégislature(2002-2007)
| Circonscription     | Député                      | Parti | Suppléant                           |
| ------------------- | --------------------------- | ----- | ----------------------------------- |
| 1re circonscription | Yvan Lachaud                | UDF   | Françoise Martin                    |
| 2e circonscription  | Étienne Mourrut             | UMP   | Joëlle Pellissier                   |
| 3e circonscription  | Jean-Marc Roubaud           | UMP   | René Cret                           |
| 4e circonscription  | Max Roustan                 | UMP   | Bertrand Drouot                     |
| 5e circonscription  | Damien Alary William Dumas* | PS    | William Dumas Anne-Marie Vendeville |

### XIelégislature(1997-2002)
| Circonscription     | Député              | Parti | Suppléant         |
| ------------------- | ------------------- | ----- | ----------------- |
| 1re circonscription | Alain Clary         | PCF   | Sylvette Fayet    |
| 2e circonscription  | Alain Fabre-Pujol   | PS    | Alain Rayssiguier |
| 3e circonscription  | Gérard Revol        | PS    | Alain Taisseire   |
| 4e circonscription  | Patrick Malavieille | PCF   | Daniel Verdelhan  |
| 5e circonscription  | Damien Alary        | PS    | William Dumas     |

### Xelégislature(1993-1997)
| Circonscription     | Député           | Parti   | Suppléant        |
| ------------------- | ---------------- | ------- | ---------------- |
| 1re circonscription | Jean Bousquet    | UDF-RAD | Jacques Perotti  |
| 2e circonscription  | Jean-Marie André | UDF-PR  | Raymond Fontaine |
| 3e circonscription  | Gilbert Baumet   | MDR     | Nicole Bouyala   |
| 4e circonscription  | Max Roustan      | UDF-PR  | Claude Vian      |
| 5e circonscription  | Alain Danilet    | RPR     | Christian Burglé |

### IXelégislature(1988-1993)
| Circonscription     | Député                | Parti   | Suppléant           |
| ------------------- | --------------------- | ------- | ------------------- |
| 1re circonscription | Jean Bousquet         | UDF-RAD | Camille Lapierre    |
| 2e circonscription  | Jean-Marie Cambacérès | PS      | Guy Roca            |
| 3e circonscription  | Georges Benedetti     | PS      | Cyprien Jullian     |
| 4e circonscription  | Gilbert Millet        | PCF     | Patrick Malavieille |
| 5e circonscription  | Alain Journet         | PS      | Jean Carrière       |

### VIIIelégislature(1986-1988)
- Députés élus au scrutin proportionnel de liste

En raison de l'augmentation de la population gardoise, le nombre de députés passent de 4 à 5. Cette augmentation fait suite à l'augmentation du nombre de sénateurs du Gard de 2 à 3 aux élections sénatoriales de 1980.
| Sièges | Identité            | Parti   |
| ------ | ------------------- | ------- |
| 1      | Jean Bousquet       | UDF-RAD |
| 2      | Georgina Dufoix     | PS      |
| 3      | Charles de Chambrun | FN      |
| 4      | Bernard Deschamps   | PCF     |
| 5      | Alain Journet       | PS      |

### Circonscriptions avant 1986
- La 1re circonscription (Nîmes) est composée des cantons de : Nîmes-1, Nîmes-2, Nîmes-3, Nîmes-4, Nîmes-5, Saint-Mamert-du-Gard.

- La 2e circonscription (Bagnols-Beaucaire) est composée des cantons de : Aigues-Mortes, Beaucaire, Marguerittes, Saint-Gilles, Vauvert, Aramon, Bagnols-sur-Cèze, Remoulins, Roquemaure, Uzès, Villeneuve-lès-Avignon, Saint-Chaptes, Sommières.

- La 3e circonscription (Alès) est composée des cantons de : Alès-Nord-Est, Alès-Sud-Est, Barjac, Bessèges, Génolhac, La Grand-Combe, Lussan, Saint-Ambroix, Pont-Saint-Esprit.

- La 4e circonscription (Alès-Le Vigan) est composée des cantons de : Alès-Ouest, Alzon, Anduze, Lasalle, Lédignan, Quissac, Saint-André-de-Valborgne, Saint-Hippolyte-du-Fort, Saint-Jean-du-Gard, Sauve, Sumène, Trèves, Valleraugue, Vézénobres, Le Vigan.

### VIIelégislature(1981-1986)
| Circonscription     | Député            | Parti | Suppléant        |
| ------------------- | ----------------- | ----- | ---------------- |
| 1re circonscription | Émile Jourdan     | PCF   | Colette Attia    |
| 2e circonscription  | Georges Benedetti | PS    | Nicole Bouyala   |
| 3e circonscription  | Adrienne Horvath  | PCF   | Daniel Verdelhan |
| 4e circonscription  | Alain Journet     | PS    | Jean Carrière    |

### VIelégislature(1978-1981)
Le Gard fut l'un des rares départements à être uniquement représenté par des députés communistes durant cette législature.
| Circonscription     | Député            | Parti | Suppléant        |
| ------------------- | ----------------- | ----- | ---------------- |
| 1re circonscription | Émile Jourdan     | PCF   | Colette Attia    |
| 2e circonscription  | Bernard Deschamps | PCF   | Michel Roux      |
| 3e circonscription  | Adrienne Horvath  | PCF   | Daniel Verdelhan |
| 4e circonscription  | Gilbert Millet    | PCF   | Fernand Balez    |

### Velégislature(1973-1978)
| Circonscription     | Député         | Parti | Suppléant      |
| ------------------- | -------------- | ----- | -------------- |
| 1re circonscription | Émile Jourdan  | PCF   | Robert Jonis   |
| 2e circonscription  | Jean Bastide   | PS    | Jean Carreyron |
| 3e circonscription  | Roger Roucaute | PCF   | Jean Delpuech  |
| 4e circonscription  | Gilbert Millet | PCF   | Henri Valy     |

### IVelégislature(1968-1973)
| Circonscription     | Député          | Parti | Suppléant          |
| ------------------- | --------------- | ----- | ------------------ |
| 1re circonscription | Paul Tondut     | UDR   | Pierre Viremouneix |
| 2e circonscription  | Jean Poudevigne | CNIP  | Joseph Cartier     |
| 3e circonscription  | Roger Roucaute  | PCF   | Jean Delpuech      |
| 4e circonscription  | Pierre Jalu     | UDR   | Pierre Cambon      |

### IIIelégislature(1967-1968)
| Circonscription     | Député          | Parti    | Suppléant           |
| ------------------- | --------------- | -------- | ------------------- |
| 1re circonscription | Georges Dayan   | FGDS-CIR | Pierre Brugueirolle |
| 2e circonscription  | Jean Poudevigne | CNIP     | Joseph Cartier      |
| 3e circonscription  | Roger Roucaute  | PCF      | Jean Delpuech       |
| 4e circonscription  | Gilbert Millet  | PCF      | Henri Valy          |

### IIelégislature(1962-1967)
| Circonscription     | Député                        | Parti    | Suppléant                 |
| ------------------- | ----------------------------- | -------- | ------------------------- |
| 1re circonscription | Pierre Gamel Paul Tondut      | UNR-UDT  | Paul Tondut               |
| 2e circonscription  | Gilberte Roca Jean Poudevigne | PCF CNIP | José Boyer Joseph Cartier |
| 3e circonscription  | Roger Roucaute                | PCF      | Émile Jourdan             |
| 4e circonscription  | Paul Béchard                  | SFIO     | Désiré Rousset            |

### Irelégislature(1958-1962)
| Circonscription     | Député           | Parti | Suppléant      |
| ------------------- | ---------------- | ----- | -------------- |
| 1re circonscription | Pierre Gamel     | UNR   | Paul Tondut    |
| 2e circonscription  | Jean Poudevigne  | CNIP  | Henry Laget    |
| 3e circonscription  | Édouard Thibault | MRP   | ?              |
| 4e circonscription  | Paul Béchard     | SFIO  | Robert Bompard |

## IVeRépublique

### IIIelégislature(1956-1958)
- Députés élus au scrutin proportionnel de liste

| Sièges | Identité         | Parti | Autres mandats   |
| ------ | ---------------- | ----- | ---------------- |
| 1      | Gabriel Roucaute | PCF   |                  |
| 2      | Gilberte Roca    | PCF   |                  |
| 3      | Robert Gourdon   | SFIO  | Maire de Vauvert |
| 4      | Édouard Thibault | MRP   |                  |
| 5      | Georges Juliard  | UFF   |                  |

### IIelégislature(1951-1956)
- Députés élus au scrutin proportionnel de liste

| Sièges | Identité         | Parti |
| ------ | ---------------- | ----- |
| 1      | Gabriel Roucaute | PCF   |
| 2      | Gilberte Roca    | PCF   |
| 3      | Robert Gourdon   | SFIO  |
| 4      | Édouard Thibault | MRP   |
| 5      | Paul Béchard     | SFIO  |

### Irelégislature(1946-1951)
- Députés élus au scrutin proportionnel de liste

| Sièges | Identité           | Parti |
| ------ | ------------------ | ----- |
| 1      | Gabriel Roucaute   | PCF   |
| 2      | Gilberte Roca      | PCF   |
| 3      | Henriette Bosquier | MRP   |
| 4      | Édouard Thibault   | MRP   |
| 5      | Paul Béchard       | SFIO  |

### Constituante 1946
- Députés élus au scrutin proportionnel de liste

| Sièges | Identité           | Parti |
| ------ | ------------------ | ----- |
| 1      | Gabriel Roucaute   | PCF   |
| 2      | Gilberte Roca      | PCF   |
| 3      | Henriette Bosquier | MRP   |
| 4      | Édouard Thibault   | MRP   |
| 5      | Georges Bruguier   | SFIO  |

### Constituante 1945
- Députés élus au scrutin proportionnel de liste

| Sièges | Identité         | Parti |
| ------ | ---------------- | ----- |
| 1      | Gabriel Roucaute | PCF   |
| 2      | Gilberte Roca    | PCF   |
| 3      | Paul Béchard     | SFIO  |
| 4      | Édouard Thibault | MRP   |
| 5      | Georges Bruguier | SFIO  |

## IIIeRépublique

### Législature 1936-1940
- Députés élus au scrutin uninominal majoritaire, à un ou deux tours

| Sièges   | Identité                           | Parti   |
| -------- | ---------------------------------- | ------- |
| Nîmes-2  | Léon Silvestre                     | SFIO    |
| Alès-2   | Fernand Valat                      | PC-SFIC |
| Uzès     | Aimé Larguier décédé le 20/03/1938 | SFIO    |
| Alès-1   | Auguste Béchard                    | PC-SFIC |
| Nîmes-1  | Hubert Rouger                      | SFIO    |
| Le Vigan | Charles Berthézenne                | PRS     |
| Uzès     | Joseph Ranquet élu le 22/05/1938   | Rad.    |

### Législature 1932-1936
- Députés élus au scrutin uninominal majoritaire, à un ou deux tours

| Sièges   | Identité              | Parti                |
| -------- | --------------------- | -------------------- |
| Nîmes-2  | Léon Silvestre        | SFIO                 |
| Alès-1   | Léon Castanet         | SFIO                 |
| Alès-2   | François de Ramel     | Députés indépendants |
| Nîmes-1  | Hubert Rouger         | SFIO                 |
| Uzès     | Adéodat Compère-Morel | SFIO, PSdF           |
| Le Vigan | Charles Berthézenne   | PRS                  |

### Législature 1928-1932
Les élections législatives furent au scrutin d'arrondissement majoritaire à deux tours de 1928 à 1936.
| Sièges   | Identité              | Parti                  |
| -------- | --------------------- | ---------------------- |
| Alès-1   | Léon Castanet         | SFIO                   |
| Nîmes-2  | Gaston Bazile         | PRRS                   |
| Alès-2   | François de Ramel     | Indépendants de Droite |
| Nîmes-1  | Hubert Rouger         | SFIO                   |
| Uzès     | Adéodat Compère-Morel | SFIO                   |
| Le Vigan | Charles Berthézenne   | PRS                    |

Source : Élections législatives 22-29 avril 1928 de Georges Lachapelle - https://gallica.bnf.fr/ark:/12148/bpt6k320439r.texteImage#

### Législature 1924-1928
Les élections législatives de 1924 furent organisées au scrutin proportionnel de liste. Elles marquèrent au niveau national national la victoire du "Cartel des gauches". 
| Sièges | Identité              | Liste - Parti                                    |
| ------ | --------------------- | ------------------------------------------------ |
| 1      | Gaston Bazile         | Liste du Cartel des Gauches PRRS                 |
| 2      | François de Ramel     | Liste d'Union nationale Non-inscrit-Conservateur |
| 3      | Eugène Magne          | Liste d'Union nationale Indépendants             |
| 4      | Louis Mourier         | Liste du Cartel des Gauches PRRS                 |
| 5      | Adéodat Compère-Morel | Liste du Cartel des Gauches SFIO                 |
| 6      | Étienne de Seynes     | Liste d'Union nationale Indépendants             |

Source : Barodet sur le site de l'Assemblée Nationale - https://bibnum.sciencespo.fr/s/catalogue/ark:/46513/sc16m1m0#?c=&m=&s=&cv=

### Législature 1919-1924
Les élections législatives de 1919 furent organisées au scrutin proportionnel de liste. Elles marquèrent au niveau national la victoire du "Bloc national" de centre-droit.
| Sièges | Identité              | Liste                        | Parti                  |
| ------ | --------------------- | ---------------------------- | ---------------------- |
| 1      | Pierre Jurie-Joly     | Liste d'Entente républicaine | Indépendants de droite |
| 2      | François de Ramel     | Liste d'Union Nationale      | Indépendants de droite |
| 3      | Eugène Magne          | Liste d'Union Nationale      | Indépendants de droite |
| 4      | Louis Mourier         | Liste d'Entente républicaine | PRRS                   |
| 5      | Adéodat Compère-Morel | Liste du Parti socialiste    | SFIO                   |
| 6      | Étienne de Seynes     | Liste d'Union Nationale      | Indépendants de droite |

Source : Barodet sur le site de l'Assemblée Nationale - https://bibnum.sciencespo.fr/s/catalogue/ark:/46513/sc16m2kz#?c=&m=&s=&cv=

### Législature 1914-1919
- Députés élus au scrutin uninominal majoritaire, à un ou deux tours

| Sièges   | Identité              | Parti                                                |
| -------- | --------------------- | ---------------------------------------------------- |
| Le Vigan | Louis Bernard         | SFIO                                                 |
| Nîmes-2  | Hubert Rouger         | SFIO                                                 |
| Alès-2   | Marius Valette        | SFIO                                                 |
| Alès-1   | Louis Mourier         | PRRRS                                                |
| Uzès     | Adéodat Compère-Morel | SFIO                                                 |
| Nîmes-1  | François Fournier     | Socialiste indépendant Groupe Républicain socialiste |

Sources : Journal Le Temps du 28 avril et du 12 mai 1914 sur Gallica - ,.

### Législature 1910-1914
- Députés élus au scrutin uninominal majoritaire, à un ou deux tours

| Sièges   | Identité              | Parti                  |
| -------- | --------------------- | ---------------------- |
| Alès-1   | Marcel Cachin         | SFIO                   |
| Alès-2   | Fernand de Ramel      | Droites                |
| Nîmes-1  | François Fournier     | Républicain-socialiste |
| Nîmes-2  | Hubert-Rouger         | SFIO                   |
| Uzès     | Adéodat Compère-Morel | SFIO                   |
| Le Vigan | André Bourguet        | Gauche radicale        |

Sources : Journal Le Temps du 24 avril et du 8 mai 1910 sur Gallica - ,.

### Législature 1906-1910
- Députés élus au scrutin uninominal majoritaire, à un ou deux tours

| Sièges   | Identité                                                                                            | Parti                                     |
| -------- | --------------------------------------------------------------------------------------------------- | ----------------------------------------- |
| Uzès     | Pierre Poisson, décédé le 24 janvier 1909, remplacé par Adéodat Compère-Morel, élu le 18 avril 1909 | Républicain radical-socialiste Socialiste |
| Nîmes-1  | François Fournier                                                                                   | Socialiste                                |
| Le Vigan | Ulysse Pastre                                                                                       | Socialiste                                |
| Nîmes-2  | Gaston Doumergue                                                                                    | Gauche radicale-socialiste                |
| Alès-1   | Marius Devèze                                                                                       | Socialiste                                |
| Alès-2   | Fernand de Ramel                                                                                    | Non-inscrit Monarchiste                   |

Sources : Journal Le Temps du 6 et du 22 mai 1906 sur Gallica - ,.

### Législature 1902-1906
- Députés élus au scrutin uninominal majoritaire, à un ou deux tours

| Sièges   | Identité          | Parti                          |
| -------- | ----------------- | ------------------------------ |
| Uzès     | Pierre Poisson    | Républicain radical-socialiste |
| Nîmes-1  | François Fournier | Socialiste                     |
| Le Vigan | Ulysse Pastre     | Socialiste                     |
| Nîmes-2  | Gaston Doumergue  | Radical-socialiste             |
| Alès-1   | Marius Devèze     | Socialiste                     |
| Alès-2   | Fernand de Ramel  | Droite monarchiste             |

Source : journal Le Temps du 29 avril et du 13 mai 1902 sur Gallica,.

### Législature 1898-1902
- Députés élus au scrutin uninominal majoritaire, à un ou deux tours

| Sièges   | Identité                                                    | Parti                         |
| -------- | ----------------------------------------------------------- | ----------------------------- |
| Nîmes-1  | Jules Delon-Soubeiran décédé en 1900 puis François Fournier | Radical-socialiste Socialiste |
| Le Vigan | Ulysse Pastre                                               | Socialiste                    |
| Nîmes-2  | Gaston Doumergue                                            | Radical-socialiste            |
| Alès-1   | Marius Devèze                                               | Socialiste révolutionnaire    |
| Alès-2   | Fernand de Ramel                                            | Droite monarchiste            |
| Uzès     | Léonce Pascal                                               | Républicains progressistes    |

Source : journal Le Temps du 10 mai et du 24 mai 1898 sur Gallica,.

### Législature 1893-1898
- Députés élus au scrutin uninominal majoritaire, à un ou deux tours

| Sièges   | Identité                                                  | Parti                                 |
| -------- | --------------------------------------------------------- | ------------------------------------- |
| Nîmes-2  | Émile Jamais décédé en 1893 puis Gaston Doumergue         | Union républicaine Radical-socialiste |
| Uzès     | Fernand Crémieux                                          | Gauche radicale                       |
| Alès-1   | Frédéric Desmons élu Sénateur en 1894 puis Miranda Malzac | Extrême gauche Républicain radical    |
| Alès-2   | Fernand de Ramel                                          | Droite monarchiste                    |
| Nîmes-1  | Jules de Pierre de Bernis                                 | Union des droites                     |
| Le Vigan | Frédéric Gaussorgues                                      | Républicain                           |

Source : journal Le Temps du 22 août et du 5 septembre 1893 sur Gallica,.

### Législature 1889-1893
- Députés élus au scrutin uninominal majoritaire, à un ou deux tours

| Sièges   | Identité                  | Parti              |
| -------- | ------------------------- | ------------------ |
| Nîmes-2  | Émile Jamais              | Union républicaine |
| Uzès     | Georges Bonnefoy-Sibour   | Républicain        |
| Alès-2   | Fernand de Ramel          | Union des droites  |
| Nîmes-1  | Jules de Pierre de Bernis | Union républicaine |
| Le Vigan | Frédéric Gaussorgues      | Républicain        |
| Alès-1   | Frédéric Desmons          | Extrême gauche     |

Source : journal Le Temps du 24 septembre et du 8 octobre 1889 sur Gallica,.

### Législature 1885-1889
- Députés élus au scrutin proportionnel de liste

| Sièges | Identité            | Parti              |
| ------ | ------------------- | ------------------ |
| 1      | Fernand Crémieux    | Gauche radicale    |
| 2      | Édouard Gaussorgues | Extrême gauche     |
| 3      | Émile Jamais        | Union républicaine |
| 4      | Victor Bousquet     | Union républicaine |
| 5      | Numa Gilly          | Extrême gauche     |
| 6      | Frédéric Desmons    | Extrême gauche     |

### Législature 1881-1885
- Députés élus au scrutin uninominal majoritaire, à un ou deux tours

| Sièges | Identité                    | Parti                            |
| ------ | --------------------------- | -------------------------------- |
| 1      | Marcellin Pellet            | Union républicaine               |
| 2      | Adolphe Bosc Adolphe Pieyre | Extrême gauche Union des droites |
| 3      | Victor Bousquet             | Union républicaine               |
| 4      | Frédéric Desmons            | Extrême gauche                   |
| 5      | Alfred Silhol               | Gauche républicaine              |
| 6      | Ferdinand Boyer             | Union des droites                |

### Législature 1877-1881
- Députés élus au scrutin uninominal majoritaire, à un ou deux tours

| Sièges | Identité                                      | Parti                              |
| ------ | --------------------------------------------- | ---------------------------------- |
| 1      | Marcellin Pellet                              | Union républicaine                 |
| 2      | Victor Bousquet                               | Union républicaine                 |
| 3      | Camille Mathéi de Valfons                     | Centre droit                       |
| 4      | Louis-Numa Baragnon                           | Union des droites                  |
| 5      | Eugène Ducamp Édouard Favand Frédéric Desmons | Union républicaine Extrême gauche  |
| 6      | Augustin-Gédéon Mallet Adolphe Bosc           | Gauche républicaine Extrême gauche |
| 7      | Ferdinand Boyer                               | Union des droites                  |

### Législature 1876-1877
- Députés élus au scrutin uninominal majoritaire, à un ou deux tours

| Sièges | Identité                  | Parti               |
| ------ | ------------------------- | ------------------- |
| 1      | Marcellin Pellet          | Union républicaine  |
| 2      | Victor Bousquet           | Union républicaine  |
| 3      | Camille Mathéi de Valfons | Centre droit        |
| 4      | Ferdinand Boyer           | Union des droites   |
| 5      | Eugène Ducamp             | Union républicaine  |
| 6      | Augustin-Gédéon Mallet    | Gauche républicaine |

### Législature 1871-1876
- Députés élus au scrutin de liste majoritaire départemental à un tour

| Sièges | Identité                   | Parti              |
| ------ | -------------------------- | ------------------ |
| 1      | Emmanuel de Crussol d'Uzès | Extrême droite     |
| 2      | Camille Mathéi de Valfons  | Centre droit       |
| 3      | Louis-Numa Baragnon        | Union des droites  |
| 4      | Ferdinand Boyer            | Union des droites  |
| 5      | Louis Laget                | Union républicaine |
| 6      | Ernest de Tarteron         | Union des droites  |
| 7      | Théodore-Jules Cazot       | Union républicaine |
| 8      | Charles de Larcy           | Union des droites  |
| 9      | François de Chabaud-Latour | Centre droit       |

## Second Empire

### Irelégislature(1852-1857)
- Léonce Curnier démissionne en 1854, remplacé par Numa Baragnon
- Charles de Calvières démissionne en 1852, remplacé par Félix Varin d'Ainvelle
- Emmanuel de Crussol d'Uzès

### IIelégislature(1857-1863)
- Ernest André
- Charles Joseph Louis de Tascher de La Pagerie nommé sénateur en 1861, remplacé par Jean Chabanon
- Jacques Philippe Pérouse

### IIIelégislature(1863-1869)
- Ernest André (banquier) décédé en 1864, remplacé par Édouard André (collectionneur)
- Louis-Michel Illide de Veau de Robiac décédé en 1864, remplacé par Auguste Fabre démissionne en 1868, remplacé par Ernest Charles Jean-Baptiste Dumas
- François Bravay
- Paulin Talabot

### IVelégislature(1869-1870)
- Édouard André (collectionneur)
- Ernest Charles Jean-Baptiste Dumas
- Claude Victor Louis Stanislas Genton
- Paulin Talabot

## IIeRépublique
Élections au suffrage universel masculin à partir de 1848

### Assemblée nationale constituante (1848-1849)
- Augustin Demians
- François Chapot
- Roger, baron de Larcy
- Ferdinand Béchard
- Alphonse Bousquet
- Jean Reboul
- Émile Teulon
- Eugène Favand
- Hyacinthe Carmes de Labruguière
- Michel Roux-Carbonnel

### Assemblée nationale législative (1849-1851)
- François Chapot
- Roger de Larcy
- Charles de Surville
- Ferdinand Béchard
- Denis Benoist d'Azy
- Augustin de Beaune décédé en 1849, remplacé par Eugène Favand
- Hyacinthe Carmes de Labruguière
- Michel Roux-Carbonnel

## Chambre des députés (Monarchie de Juillet)

### IreLégislature(1830-1831)
- Fortuné Reynaud de Bologne de Lascours
- Achille de Daunant
- François-Isidore de Ricard
- Marie-Joachim-Isidore de Chastellier
- Antoine Georges François de Chabaud-Latour

### IIeLégislature(1831-1834)
- Jean-Baptiste Teste
- Alphonse Bousquet
- Émile Teulon
- Marie-Joachim-Isidore de Chastellier
- Eugène Édouard Boyer de Peyreleau

### IIIeLégislature(1834-1837)
- Jean-Baptiste Teste
- Alphonse Bousquet
- Émile Teulon
- Guillaume Viger
- Achille de Daunant
- Marie-Joachim-Isidore de Chastellier

### IVeLégislature(1837-1839)
- Ferdinand Béchard
- Jean-Baptiste Teste
- Émile Teulon
- Denis de Chapel

### VeLégislature(1839-1842)
- Ferdinand Béchard
- Jean-Baptiste Teste
- Émile Teulon
- Denis de Chapel

### VIeLégislature(1842-1846)
- Ferdinand Béchard
- Jean-Baptiste Teste nommé pair en 1844, remplacé par Charles Goirand de Labaume
- Émile Teulon
- Guillaume Viger
- François Félix de Lafarelle

### VIIeLégislature(17/08/1846-24/02/1848)
- Charles Teste
- Émile Teulon
- Guillaume Viger
- Adrien Victor Feuchères
- François Félix de Lafarelle

## Chambre des députés des départements (2eRestauration)

### Irelégislature(1815–1816)
- René de Pierre de Bernis
- Charles Florimond de Voguë
- Jules de Calvières
- Charles-François de Trinquelague-Dions

### IIelégislature(1816-1823)
- François-Isidore de Ricard
- Louis-Clair de Beaupoil de Sainte-Aulaire
- Alexis de Calvières de Vézénobres
- Charles Florimond de Voguë
- Antoine Georges François de Chabaud-Latour
- Jules de Calvières
- Jérôme Reynaud de Bologne de Lascours
- Charles-François de Trinquelague-Dions

### IIIelégislature(1824-1827)
- François-Isidore de Ricard
- Adrien-François-Emmanuel de Crussol
- Alexis de Calvières de Vézénobres
- Antoine Georges François de Chabaud-Latour
- Martin de Vignolle
- Jules de Calvières

### IVelégislature(1828-1830)
- Fortuné Reynaud de Bologne de Lascours
- Achille de Daunant
- François-Isidore de Ricard
- Adrien-François-Emmanuel de Crussol
- Marie-Joachim-Isidore de Chastellier

### Velégislature(23 juin 1830-28 juillet 1830)
- Fortuné Reynaud de Bologne de Lascours
- Achille de Daunant
- François-Isidore de Ricard
- Adrien-François-Emmanuel de Crussol
- Marie-Joachim-Isidore de Chastellier

## Chambre des représentants (Cent-Jours)
- Jean-Baptiste Teste
- André Maigre
- Louis Henri René Meynadier
- Pierre Grand
- Jacques Laurent Gilly
- Henri Verdier de Lacoste
- Alexandre Béchard
- Jacques Vincens-Saint-Laurent
- Jean Pieyre
- Alexandre Fabre

## Chambre des députés des départements (1reRestauration)
- Antoine Georges François de Chabaud-Latour
- Jacques Barthélemy Noaille
- Henri Cabot de Dampmartin

## Corps législatif(1800-1814)
- Antoine Georges François de Chabaud-Latour
- Henri Verdier de Lacoste
- Jérôme Reynaud de Bologne de Lascours
- Antoine Berthezène
- Jacques Barthélemy Noaille
- Henri Cabot de Dampmartin
- Pierre-Antoine Rabaut-Dupuis

## Conseil des Cinq-Cents(1795-1799)
- Antoine Georges François de Chabaud-Latour
- Jean-Pierre Chazal
- Jacques-Augustin Leyris
- Jérôme Reynaud de Bologne de Lascours
- Antoine Berthezène
- Jacques Barthélemy Noaille
- David Jonquier
- François Aubry
- Jacques Jac
- Christophe Cazalis de Labarèze
- Claude-Michel-Étienne Combet

## Convention nationale(1792-1795)
- Jean-Pierre Chazal
- Jacques-Augustin Leyris
- Antoine Berthezène
- Jean-Henri Voulland
- François Aubry
- Jacques Jac
- Jacques Antoine Rabaut-Pommier
- Jean-Michel Chambon de La Tour
- Joseph-François Balla
- Pierre-Toussaint Tavernel

## Assemblée législative (1791-1792)
- Jacques-Augustin Leyris
- Jean-François Xavier de Ménard
- Jean-César Vincens-Plauchut
- Jean Pieyre
- Jacques Delon
- Antoine Allut
- Jean-Joseph Giraudy
- Pierre-Toussaint Tavernel

## États généraux puis Assemblée constituante de 1789
Les députés ne représentaient pas encore le département, mais leur sénéchaussée respective.